# Agön-Kråkön
Agön-Kråkön är ett naturreservat i Hudiksvalls kommun, Hälsingland.
Reservatet är 4 540 hektar stort, skyddat sedan 2004 och ligger 2 mil sydost om Hudiksvall. Agön och Kråkön är två stora skärgårdsöar med gamla fiskelägen. På dessa kuperade öar växer barrblandskog och här finns gott om älg, hare, orre och tjäder. Längs stränderna finns olika kustfåglar såsom svärta, ejder, småskrake, silvertärna och havsörn. I reservatet ingår några mindre öar, bland annat Drakön och Tihällan. På öarna finns morän och klapperstensfält.
Drakön blev naturreservat 1990, Drakön-Tihällarnas naturreservat. År 2004 blev det införlivat i Agön-Kråköns naturreservat. Drakön bildar, tillsammans med Tihällan, Drakön-Tihällans Natura 2000-område.
På Agön och Kråkön finns flera gamla fiskelägen. Av en del återstår endast lämningar i form av husgrunder och rester efter båtplatser. Hamnarna har efterhand blivit mindre brukbara eftersom kusten är starkt påverkad av landhöjningen. Vid St Olofs hamn på Drakön finns  lämningar av en medeltida hamn. Även kapellen i Agö och Kråkö hamn, byggda 1660 respektive 1736, är värda ett besök. Agöns äldsta kända fiskeläge fanns på öns östsida, och övergavs redan under 1600-talet.